# 이십이문
22문(二十二門,
영어: twenty-two aspects,
twenty-two categories)은 세친이 부파불교의 설일체유부의 교학을 비판적으로 집대성한 논서인 《아비달마구사론》의 〈분별계품〉에서, 일체법에 대한 법체계로서, 초기불교 이래로 불교 일반에서 사용되어온 18계(十八界)를 다음 22가지 측면[門]에서 분별하는 것을 말한다.
한편, 이와 같이 여러 측면[門] 또는 범주[門]에서 어떤 법 또는 법체계를 분별하는 것을 전통적인 용어로 제문분별(諸門分別)이라 한다. 18계에 대한 제문분별인 22문외에 다른 예로는, 대승불교의 유식유가행파의 교학에서의 아뢰야식에 대한 제문분별인 8단10의문(八段十義門) 등이 있다.
1. 유견(有見)과 무견(無見)
2. 유대(有對)와 무대(無對)
3. 선(善) · 악(惡) · 무기(無記)의 3성(三性)
4. 욕계(欲界) · 색계(色界) · 무색계(無色界)의 3계(三界)
5. 유루(有漏) · 무루(無漏)
6. 유심유사(有尋有伺) · 무심무사(無尋無伺)
7. 유소연(有所緣) · 무소연(無所緣)
8. 유집수(有執受) · 무집수(無執受)
9. 대종소조(大種所造)
10. 적취(積聚) · 비적취(非積聚)
11. 능작(能斫) · 소작(所斫)
12. 능소(能燒) · 소소(所燒)
13. 능칭(能稱) · 소칭(所稱)
14. 5류분별(五類分別)
15. 득성취(得成就)
16. 내(內) · 외(外)
17. 동분(同分) · 법동분(法同分)
18. 3단(三斷)
19. 견(見) · 비견(非見)
20. 6식내기식소견(六識內幾識所見)
21. 상(常) · 무상(無常)
22. 근(根) · 비근(非根)

## 22문 분별

### (1) 유견·무견 분별
《구사론》 제2권에 따르면,
유견법(有見法)은 일체법을 이루는 18계(十八界) 가운데 1계인 색계(色界)를 말한다. 색계가 유견(有見)인 이유는 이러한 색(色: 즉, 각각의 현색과 형색)과 저러한 색의 차별을 드러내어 나타낼[示現] 수 있기 때문이다. 그리고 이러한 색과 저러한 색의 차별을 드러내어 나타낼[示現] 수 없으면 무견(無見)이라고 말할 수 있다.
무견법(無見法)은 일체법을 이루는 18계(十八界) 가운데 색계(色界)를 제외한 나머지 모든 계(界)들을 말한다. 즉, 안계(眼界) 등의 17계는 모두 무견법이다.
아래 표에서 유견법(有見法)에 해당하는 색계(色界)가 빨간색으로 표시되어 있다. 나머지 다른 모든 계(界)는 무견법(無見法)이다.

### (20) 6식내기식소견 분별
6식내기식소견 분별(六識內幾識所見分別)은 능식·소식 분별(能識所識分別)이라고도 하는데, 18계를 이루는 각각의 계가 인식됨에 있어 6식계(六識界), 즉 안식계 · 이식계 · 비식계 · 설식계 · 신식계 · 의식계의 6가지 계, 즉 안식 · 이식 · 비식 · 설식 · 신식 · 의식의 6가지 식(識) 즉 6식(六識) 중에서 몇 가지에 의해 인식되는가를 밝히는 것을 말한다.
《구사론》 제2권에 따르면,
아래 목록과 같이 5계 즉 5경의 각각은 2가지 식에 의해 인식되고, 나머지 13계는 오직 의식이라는 1가지 식에 의해서만 인식된다.
이에 따르면, 5식이 5경에 대해 인식하기는 하나 5근에 대해서는 인식하지 못하며 또한 5식 자신에 대해서도 인식하지 못한다. 이것의 이유에 대해 《구사론》에서는 5근과 5식 자신은 5식의 소연경(所緣境)이 아니기 때문이라고 말하고 있다. 즉 이들은 5식의 인식 범위를 벗어난 것이라고 말하고 있다. 특히, 5식이 5식 자신에 대해 인식하지 못한다는 것은, 5식은 감성적 인식으로 단지 대상을 지각할 뿐 자신이 행하고 있는 행위, 즉 '자신이 대상을 지각하고 있다'는 행위 자체에 대해 스스로 반성할 수 있는 능력은 없으며, 이러한 능력은 의식에만 있다는 것을 뜻한다.
6경(六境)의 경우
1. 색계(色界) 즉 색경(色境): 안식(안식계)과 의식(의식계)의 2가지 식에 의해 인식된다.
2. 성계(聲界) 즉 성경(聲境): 이식(이식계)과 의식(의식계)의 2가지 식에 의해 인식된다.
3. 향계(香界) 즉 향경(香境): 비식(비식계)과 의식(의식계)의 2가지 식에 의해 인식된다.
4. 미계(味界) 즉 미경(味境): 설식(설식계)과 의식(의식계)의 2가지 식에 의해 인식된다.
5. 촉계(觸界) 즉 촉경(觸境): 신식(신식계)과 의식(의식계)의 2가지 식에 의해 인식된다.
6. 법계(法界) 즉 법경(法境): 의식(의식계)의 1가지 식에 의해 인식된다.

6근(六根)의 경우
1. 안계(眼界) 즉 안근(眼根): 의식(의식계)의 1가지 식에 의해 인식된다.
2. 이계(耳界) 즉 이근(耳根): 의식(의식계)의 1가지 식에 의해 인식된다.
3. 비계(鼻界) 즉 비근(鼻根): 의식(의식계)의 1가지 식에 의해 인식된다.
4. 설계(舌界) 즉 설근(舌根): 의식(의식계)의 1가지 식에 의해 인식된다.
5. 신계(身界) 즉 신근(身根): 의식(의식계)의 1가지 식에 의해 인식된다.
6. 의계(意界) 즉 의근(意根): 의식(의식계)의 1가지 식에 의해 인식된다.

6식(六識)의 경우
1. 안식계(眼識界) 즉 안식(眼識): 의식(의식계)의 1가지 식에 의해 인식된다.
2. 이식계(耳識界) 즉 이식(耳識): 의식(의식계)의 1가지 식에 의해 인식된다.
3. 비식계(鼻識界) 즉 비식(鼻識): 의식(의식계)의 1가지 식에 의해 인식된다.
4. 설식계(舌識界) 즉 설식(舌識): 의식(의식계)의 1가지 식에 의해 인식된다.
5. 신식계(身識界) 즉 신식(身識): 의식(의식계)의 1가지 식에 의해 인식된다.
6. 의식계(意識界) 즉 의식(意識): 의식(의식계)의 1가지 식에 의해 인식된다.

아래 표에서 의식(의식계)의 1가지 식에 의해서만 인식되는 13계가 빨간색으로 표시되어 있다. 나머지 5계는 2가지 식에 의해 인식된다. 즉, 의식(의식계)은 18계 모두를 인식할 수 있으며, 이에 비해 전5식은 오직 각자 자신의 경계[界]만을 인식할 수 있다.
설일체유부의 논사인 제바설마(提婆設摩)는 《아비달마식신족론》 제6권에서 무분별(無分別) 즉 불확정적인 앎(인식, 요별)으로서의 전5식과 유분별(有分別) 즉 확정적인 앎(인식, 요별)으로서의 제6의식의 차이에 대해, 그리고 정신적 대상(즉 법경)을 인식하고 정신적 행위(즉 법경에 대한 작용)를 행하는 의식에 대해 다음과 같이 자세히 설명하고 있다. 이 설명에서 제바설마는 색계(色界) · 성계(聲界) · 향계(香界) · 미계(味界) · 촉계(觸界)의 5계, 즉 색경(色境) · 성경(聲境) · 향경(香境) · 미경(味境) · 촉경(觸境)의 5경의 각각이 2가지 식, 즉 5식의 해당되는 식과 의식에 의해 인식(요별)된다는 것을 아주 명백히 진술하고 있다.
有六識身。謂眼識耳鼻舌身意識。

眼識唯能了別青色。不能了別此是青色。意識亦能了別青色。乃至未能了別其名。不能了別此是青色。若能了別其名。爾時亦能了別青色。亦能了別此是青色。如青色黃赤白等色亦爾。

耳識唯能了別聲。不能了別此是聲。意識亦能了別聲。乃至未能了別其名。不能了別此是聲。若能了別其名。爾時亦能了別聲。亦能了別此是聲。

鼻識唯能了別香。不能了別此是香。意識亦能了別香。乃至未能了別其名。不能了別此是香。若能了別其名。爾時亦能了別香。亦能了別此是香。

舌識唯能了別味。不能了別此是味。意識亦能了別味。乃至未能了別其名。不能了別此是味。若能了別其名。爾時亦能了別味。亦能了別此是味。

身識唯能了別觸。不能了別此是觸。意識亦能了別觸。乃至未能了別其名。不能了別此是觸。若能了別其名。爾時亦能了別觸。亦能了別此是觸。

意識亦能了別諸法。

謂或執為我。或執我所。或執為斷或執為常。或撥無因。或撥無作。或復損減。

或執為尊。或執為勝。或執為上。或執第一。或執清淨。或執解脫。或執出離。

若惑若疑。若猶豫。若貪若瞋。若慢若癡。若麤若苦。若障若靜。若妙若離。若如病若如癰。若如箭若惱害。若無常若苦若空若無我。

若於因謂因謂集謂生謂緣。若於滅謂滅謂靜謂妙謂離。若於道謂道謂如謂行謂出。

若有因若有起若有是處。若有是事。若如理所引了別。若不如理所引了別。若非如理所引。非不如理所引了別。

여섯 가지 식신[六識身]이 있으니, 이른바 안식과 이식ㆍ비식ㆍ설식ㆍ신식 및 의식이다.

안식(眼識)은 오직 파란색[靑色]만을 요별(了別)할 뿐이며 ‘이것은 파란색이다’라고는 요별하지 못한다.
의식[意識] 또한 파란색을 요별하는데 그러나 아직 그 이름을 요별하기 전이면 ‘이것은 파란색이다’라고는 요별하지 못한다. 만일 그 이름을 요별할 수 있게 되면, 그때에는 비로소 파란색도 요별할 수 있고 또한 ‘이것은 파란색이다’라고도 요별할 수 있다.
마치 파란색과 같아서 노란색ㆍ붉은색ㆍ흰색 등에 있어서도 또한 그러하다.

이식(耳識)은 오직 소리[聲]만을 요별할 뿐이며 ‘이것은 소리이다’라고는 요별하지 못한다.
의식 또한 소리를 요별하는데 그러나 아직 그 이름을 요별하기 전이면 ‘이것은 소리이다’라고는 요별하지 못한다. 만일 그 이름을 요별할 수 있게 되면, 그때에는 비로소 소리도 요별할 수 있고 또한 ‘이것은 소리이다’라고도 요별할 수 있다.

비식(鼻識)은 오직 냄새[香]만을 요별할 뿐이며 ‘이것은 냄새이다’라고는 요별하지 못한다.
의식 또한 냄새를 요별하는데 그러나 아직 그 이름을 요별하기 전이면 ‘이것은 냄새이다’라고는 요별하지 못한다. 만일 그 이름을 요별할 수 있게 되면, 그때에는 비로소 냄새도 요별할 수 있고 또한 ‘이것은 냄새이다’라고도 요별할 수 있다.

설식(舌識)은 오직 맛[味]만을 요별할 뿐이며 ‘이것은 맛이다’라고는 요별하지 못한다.
의식 또한 맛을 요별하는데 그러나 아직 그 이름을 요별하기 전이면 ‘이것은 맛이다’라고는 요별하지 못한다. 만일 그 이름을 요별할 수 있게 되면, 그때에는 비로소 맛도 요별할 수 있고 또한 ‘이것은 맛이다’라고도 요별할 수 있다.

신식(身識)은 오직 감촉[觸]만을 요별할 뿐이며 ‘이것은 감촉이다’라고는 요별하지 못한다.
의식 또한 감촉을 요별하는데 그러나 아직 그 이름을 요별하기 전이면 ‘이것은 감촉이다’라고는 요별하지 못한다. 만일 그 이름을 요별할 수 있게 되면, 그때에는 비로소 감촉도 요별할 수 있고 또한 ‘이것은 감촉이다’라고도 요별할 수 있다.

의식(意識)은 [색 · 성 · 향 · 미 · 촉의 5경을 확정적으로 요별할 뿐만 아니라] 또한 모든 법(法, 즉 법경, 즉 정신적 대상)도 [불확정적으로도 또는 확정적으로도, 틀리게 또는 바르게] 요별한다.

이를테면 혹은 ‘나(我)’라고 집착하기도 하고 혹은, 내것[我所]이라고 집착하기도 하며, 혹은 아주 없다[斷]고 집착하기도 하고, 혹은 항상 있다[常]고 집착하기도 하며, 혹은 인(因)이 없다고 부정하기도 하고, 혹은 작용[作]이 없다고 부정하기도 하며 혹은 다시 손감(損減)시키기도 한다.

혹은 높다[尊]고 집착하기도 하고, 혹은 뛰어나다[勝]고 집착하기도 하며, 혹은 으뜸[上]이라고 집착하기도 하고, 혹은 제일[第一]이라고 집착하기도 하며, 혹은 청정(淸淨)하다고 집착하기도 하고 혹은 해탈(解脫)하였다고 집착하기도 하며, 혹은 벗어났다[出離]고 집착하기도 한다.

또는 미혹하고 의심하고 망설이기도 하며, 또는 탐내고 성내고 오만하고 어리석기도 하며, 또는 거칠다 하고 괴롭다[苦]하고 막힌다[障]고 하며, 또는 고요하다[靜]하고 미묘하다[妙]하고 여읜다[離]고 하며, 또는 질병과 같다 하고 종기와 같다 하고 화살과 같다 하고 괴롭히고 해치는 것[惱害]과 같다 하며, 또는 무상(無常)하다 하고 괴롭다 하고 공(空)하다 하고 나라는 것이 없다[無我]고도 한다.

또는 인(因)에 대하여는 원인이라 하고 쌓임[集]이라 하고 생김[生]이라 하고 연(緣)이라고 하며, 또는 멸(滅)에 대하여는 사라진다 하고 고요하다[靜]하고 미묘하다[妙]하고 여읜다[離]하며, 도(道)에 대하여는 길이라 하고 여(如)라고 하고 행(行)이라 하고 벗어난다[出]고 한다.

또는 인(因)이 있다고 하고 일어남[起]이 있다고 하며, 또는 이런 도리가 있다고 하고, 또는 이러한 일이 있다고 하며, 또는 이치대로 이끈 바[如理所引]를 요별하고, 또는 이치대로 이끌지 않은 것을 요별하며, 또는 이치대로 이끈 바가 아닌 것과 이치대로 이끌지 않은 것도 아닌 것을 요별한다.
— 《아비달마식신족론》, 제6권, 〈4. 소연연온(所緣緣蘊)〉. 한문본 & 한글본

## 같이 보기
- 법체계
  - 3과: 5온 · 12처 · 18계
  - 5위 75법
  - 5위 100법
- 아뢰야식
  - 8단10의문

## 참고 문헌
- 고려대장경연구소. 《고려대장경 전자 불교용어사전》. 고려대장경 지식베이스 / (사)장경도량 고려대장경연구소. |title=에 외부 링크가 있음 (도움말)
- 곽철환 (2003). 《시공 불교사전》. 시공사 / 네이버 지식백과. |title=에 외부 링크가 있음 (도움말)
- 세친 지음, 현장 한역, 권오민 번역 (K.955, T.1558). 《아비달마구사론》. 한글대장경 검색시스템 - 전자불전연구소 / 동국역경원. K.955(27-453), T.1558(29-1). |title=에 외부 링크가 있음 (도움말)
- 운허.  동국역경원 편집, 편집. 《불교 사전》. |title=에 외부 링크가 있음 (도움말)
- 제바설마 지음, 현장 한역, 송성수 번역 (K.947, T.1539). 《아비달마식신족론(阿毘達磨識身足論)》. 한글대장경 검색시스템 - 전자불전연구소 / 동국역경원. K.947 (25-1), T.1539 (26-531). |title=에 외부 링크가 있음 (도움말)
- 호법 등 지음, 현장 한역, 김묘주 번역 (K.614, T.1585). 《성유식론》. 한글대장경 검색시스템 - 전자불전연구소 / 동국역경원. K.614(17-510), T.1585(31-1). |title=에 외부 링크가 있음 (도움말)
- (영어) DDB. 《Digital Dictionary of Buddhism (電子佛教辭典)》. Edited by A. Charles Muller. |title=에 외부 링크가 있음 (도움말)
- (중국어) 佛門網. 《佛學辭典(불학사전)》. |title=에 외부 링크가 있음 (도움말)
- (중국어) 星雲. 《佛光大辭典(불광대사전)》 3판. |title=에 외부 링크가 있음 (도움말)
- (중국어) 세친 조, 현장 한역 (T.1558). 《아비달마구사론(阿毘達磨俱舍論)》. 대정신수대장경. T29, No. 1558, CBETA. |title=에 외부 링크가 있음 (도움말)
- (중국어) 제바설마 조, 현장 한역 (T.1539). 《아비달마식신족론(阿毘達磨識身足論)》. 대정신수대장경. T26, No. 1539, CBETA. |title=에 외부 링크가 있음 (도움말)
- (중국어) 호법 등 지음, 현장 한역 (T.1585). 《성유식론(成唯識論)》. 대정신수대장경. T31, No. 1585, CBETA. |title=에 외부 링크가 있음 (도움말)